# Mariann Fischer Boelová
Mariann Fischer Boel (* 15. duben 1943, Aasum) je dánská politička, v době od 22. listopadu 2004 do 9. února 2010 byla činná jako evropská komisařka pro zemědělství a rozvoj venkova.
Je členkou dánské liberální strany Venstre, od listopadu 2001 do srpna 2004 byla ministryní pro potraviny, zemědělství a rybářství v dánské vládě premiéra Anderse Fogha Rasmussena.